# Тридиміт
Тридимі́т — мінерал класу оксидів, високотемпературна ромбічна поліморфна модифікація кварцу каркасної будови.

## Етимологія та історія
Названий за часте подвоєння кристалів і утворення трійників (грецьк. «тридимос» — потрійний), G. von Rath, 1868.
У липні 1867 року німецький геолог Герхард фон Рат (1830—1888) отримав два зразки трахітового порфіру з гори Серро-Сан-Кристобаль поблизу Пачука-де-Сото (Ідальго, Мексика). У цих зразках він також виявив раніше невідомий безбарвний мінерал з незвичайною кристалічною формою, на додаток до вже відомих мінералів дзеркального гематиту та рогової обманки. Це виявилося характерним триплетним зрощенням, на основі якого Герхард фон Рат назвав мінерал тридиміт за грецьким словом τρίδυμο [тридимо], що означає триплет.

## Загальний опис
Хімічна формула: SiO2.
Домішки: Al2O3, K2O, Na2O.
Сингонія ромбічна. Ромбо-дипірамідальний вид. При температурі вище 163°С переходить у гексагональну модифікацію (α-тридиміт). Утворює псевдогексагональні пластинки і агрегати дрібних індивідів, віялоподібні двійники і трійники. Густина 2,2-2,3. Твердість 6,75-7. Білого, сірувато-білого кольору, інколи безбарвний. Блиск скляний. Риса біла. У шліфах безбарвний. Погана призматична спайність.
Утворює псевдогексекторальні согональні пластинки та агрегати дрібних індивідів. Розмір кристалів до 2–3 мм, зерен 0,1–0,2 мм. Під мікроскопом виявляє секторальну будову. В опалах має гіпергенне походження.
Тридиміт залишається стабільним максимум до 3 кбар і за нормального тиску перетворюється на кварц-β при 870 °C і в кристобаліт при 1470 °C. Температура плавлення тридиміту становить 1670 °C.

Кристалічна структура
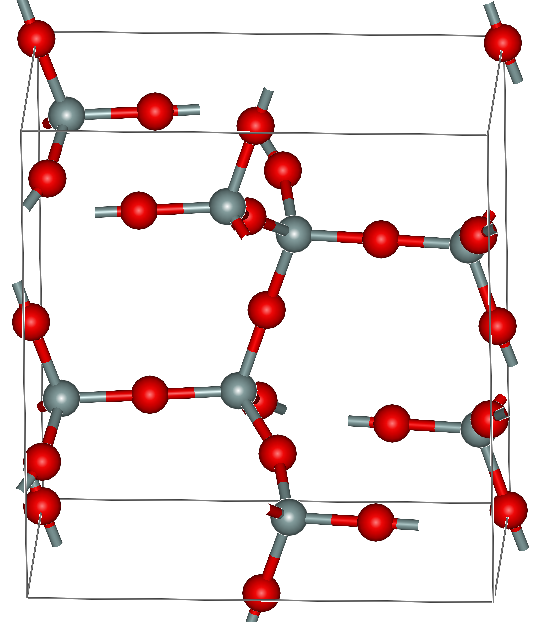
α-тридиміт
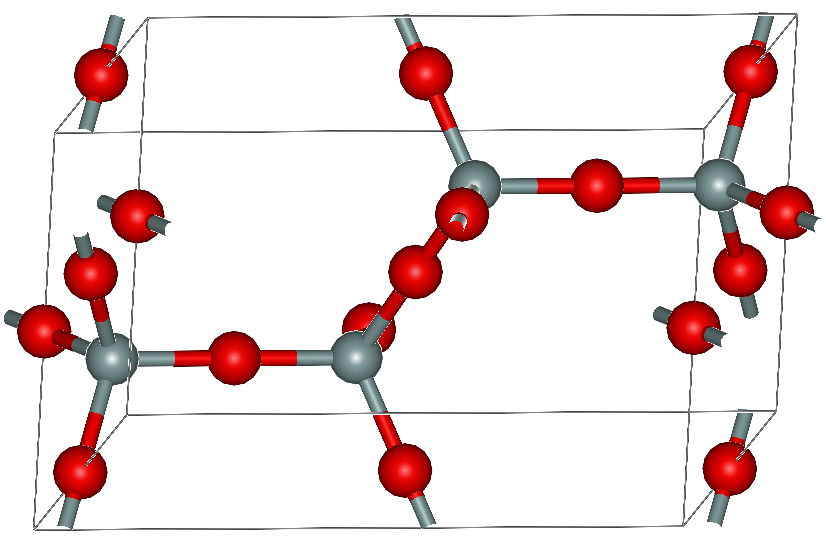
β-тридиміт

| Назва  | Симетрія      | Кристалографічна група | T (°C)  |
| ------ | ------------- | ---------------------- | ------- |
| HP (β) | гексагональна | P63/mmc                | 460     |
| LHP    | гексагональна | P6322                  | 400     |
| OC (α) | Ромбічна      | C2221                  | 220     |
| OS     | Ромбічна      |                        | 100-200 |
| OP     | Ромбічна      | P212121                | 155     |
| MC     | Моноклінна    | Cc                     | 22      |
| MX     | Моноклінна    | C1                     | 22      |

## Поширення
Виявлений у кислих вулканічних породах, багатих на SiO2, зустрічається в контактних метаморфічних породах санідинітової фації.
Розповсюджений у ріолітах, обсидіанах, трахітах, андезитах та дацитах. Зустрічається в асоціації з санідином, авгітом, фаялітом, кристобалітом, кварцом, роговою обманкою, гематитом, залізистим енстатитом, троїлітом. 
Відомо близько 300 локалітетів. Знахідки: гори Араб (Угорщина), г. Сан-Кристобаль (Мексика), в лавах гір Сан-Хуан (шт. Колорадо). У Німеччині поширений в землі Рейнланд-Пфальц, також відомий з земель Баден-Вюртемберг, Баварія, Гессен, Північний Рейн-Вестфалія, Саксонія і Тюрингія. В Австрії знайдений у базальтовому кар'єрі в Пауліберга в Бургенланді та в кар'єрі «Шларбаум» біля Клаузена (Бад-Гляйхенберг), в базальтовому кар'єрі біля Клеха в Штирії.
Інші місця знахідок локалізовані в Антарктиді, Аргентині, Азербайджані, Австралії, Болівії, Бразилії, Бурунді, Китаї, Еквадорі, Франції, Греції, Ісландії, Індії, Індонезії, Ізраїлі, Італії, Японії, Канаді, Мадагаскарі, Намібії, Нідерландах, Новій Зеландії, Омані, Папуа-Нова Гвінея, Перу, Румунія, Росія, Словаччина, Іспанія, Південна Африка, Таджикистан, Чехія, Туреччина, Угорщина, Сполучене Королівство (Великобританія) і Сполучені Штати Америки (США).
Тридиміт в Україні зустрічається рідко. Він виявлений у третинних глинах, пісковиках та алевтролітах Донбасу, бетонізованих туфах Подільської плити, широко розповсюджений в андезитах
та дацитах Закарпаття. Утворення тридиміту в дацитах Закарпаття обумовлено перевідкладанням SіO2 під дією сольових розплавів та газів.
Крім того, тридиміт було знайдено в базальтах місячного «Моря Спокою», звідки екіпаж першої місії висадки на Місяць «Аполлон-11» привіз деякі зразки гірських порід, а також у базальтах місячного кратера Фра Мавро, який відвідав екіпаж місії «Аполлон-14».
У червні 2016 року NASA оголосило, що марсохід Curiosity також знайшов тридиміт на Марсі.

## Різновиди
Розрізняють:
- тридиміт високотемпературний (те саме, що β-тридиміт);
- α-тридиміт (гексагональний різновид тридиміту);
- β-тридиміт (високотемпературна тригональна модифікація тридиміту — SiO2. Стійкий між температурами 870 і 1470°С, при вищій температурі переходить у кристобаліт. При охолоджені до 117°С переходить у α-тридиміт).

## Застосування
Тридиміт цікавить учених — він використовується для визначення умов утворення гірських порід, колекційний мінерал, використовується для виробництва вогнестійких матеріалів (спеціальна порцеляна).